# Arrangemang i grått och svart nr 2: Porträtt av Thomas Carlyle
Arrangemang i grått och svart nr 2: Porträtt av Thomas Carlyle (engelska: Arrangement in Grey and Black, No. 2: Portrait of Thomas Carlyle) är en oljemålning av den amerikansk-brittiske konstnären James Abbott McNeill Whistler. Den målades 1872–1873 och ingår sedan 1891 i Kelvingrove Art Gallery and Museum samlingar i Glasgow.
Målningen är ett porträtt av den skotska historikern, författaren och samhällskritikern Thomas Carlyle (1795–1881). Carlyle och Whistler var grannar i Chelsea i London. Målningens komposition påminner om Arrangemang i grått och svart nr 1: Konstnärens moder, Whistlers berömda porträtt av sin moder i profil från 1871, som Carlyle uttryckt stor beundran för. Den var den andra i en lång rad porträtt av Whistler vars titel inleddes med "Arrangemang".  
Efter att National Portrait Gallery avböjt tavlan erbjöds den 1884 till Scottish National Portrait Gallery för 1000 guinea. Det höga priset avskräckte dock och det dröjde till 1891 innan tavlan inköptes av staden Glasgow för den summa Whistler begärt; målningen blev därmed den första av Whistler i en offentlig samling i Storbritannien. Whistler var nöjd med affären, inte bara på grund av priset utan också på grund av sina skotska rötter på sin mor, Anna McNeill (känd från det första "Arrangemang-porträttet"), sida. 